# Milton Wolff
Milton 'Milt' Wolff (Brooklyn, Nueva York, 7 de octubre de 1915-Berkeley, 14 de enero de 2008) fue un voluntario del batallón estadounidense Abraham Lincoln en la guerra civil española, donde fue el último comandante del mismo en la XV Brigada y un importante activista social. Nació en el seno de una familia inmigrante de clase obrera y de origen judío en Brooklyn, Nueva York. Milton inició su actividad política en la Liga Juvenil Comunista y se afilió al Partido Comunista de los Estados Unidos durante la Gran Depresión.

## Guerra civil española
A primeros de 1937, Wolff se marchó a las Brigadas Internacionales que se estaban constituyendo para participar en la guerra civil española en favor de la legalidad republicana y luchar contra los regímenes fascistas que se establecían en Europa. Llegó a la base de entrenamiento de las Brigadas en Albacete el mes de marzo. Pacifista y con notables inquietudes intelectuales, trató primero de participar como miembro de los servicios sanitarios, pero enseguida, las enormes pérdidas humanas de las Brigadas Internacionales en la batalla del Jarama, lo llevaron a convertirse en soldado dentro de las mismas.
En el repliegue de las tropas republicanas tras la retirada de Aragón, el capitán Milton Wolff quedó momentáneamente tras las líneas enemigas sin poder atravesar el Ebro con el resto de sus compañeros. Estuvo durante un tiempo escondido, sobreviviendo gracias a la ayuda de los campesinos, hasta que atravesó el río nadando y compareció con sus compañeros en Chabola Valley, el campamento del batallón Lincoln en Marsá, en el Priorato catalán, donde fue acogido como un auténtico héroe por sus camaradas.
Después de combatir en las batallas de Brunete, Belchite y Teruel, el batallón Lincoln había perdido dos veteranos oficiales, Dave Doran y Robert Hale Merriman en Gandesa, y Wolff fue nombrado comandante del Batallón Lincoln-Washington durante los meses de preparación de la batalla del Ebro en Marsá. Wolff abandonó España en noviembre de 1938, cuando las Brigadas Internacionales fueron desmovilizadas.

## Segunda Guerra Mundial
En 1940, Wolff se ofreció a los servicios secretos británicos de la Dirección de Operaciones Especiales y trabajó para conseguir armas a las organizaciones resistentes al nazismo durante la Segunda Guerra Mundial. Cuando los Estados Unidos entraron en el conflicto, Wolff se alistó en el arma de infantería en junio de 1942.
Entró en combate hacia finales de 1943 en Birmania. Entonces, el general William Joseph Donovan le conoció, asignándole a la Oficina de Servicios Estratégicos (OSS) para trabajar con los partisanos antifascistas en la Italia ocupada.

## Caza de brujas
Wolff compareció ante el Comité de Actividades Antinorteamericanas durante la llamada caza de brujas desencadenada por el senador Joseph McCarthy para defender a los veteranos del batallón Abraham Lincoln, que eran considerados una organización de agitación comunista. Cuando Wolff justificó sus acciones, lo hizo recordando sus orígenes:

Soy judío y sabiendo que como judíos fuimos los primeros en sufrir el fascismo, me fui a España a luchar.

Wolff participó años más tarde en una campaña contra el apartheid en Sudáfrica y recaudó dinero para conseguir ambulancias para los sandinistas de Nicaragua, en la década de 1980.

## Obras autobiográficas
- Another Hill: An Autobiographical Novel (1994; University of IIlinois Press, 2001), ISBN 978-0252069833
- A Member of the Working Class  (iUniverse, 2005), ISBN 978-0595372676
- The Premature Anti-Fascist.